# 联芳
联芳（1848—1927），字春卿，汉军镶白旗人。清朝末年官员。花翎· 外务部左侍郎联芳, 镶白旗汉军英顺佐领下人。辜鸿铭写的《张文襄（之洞）幕府纪闻》里有很简单的几句“惟前外务部侍郎升任荆州将军联春卿留守名芳，前在北洋为李文忠僚属十有余年，历办要差。文忠门下之凡谙西文如罗丰禄辈，皆腰缠巨万，作富家翁。独联留守至今犹家如寒素，清操可风，真不愧为贵族人。”

## 生平
联芳毕业于同文馆。早年，联芳曾署驻俄国公使馆参赞。光绪十三年三月二十六日（1887年），直隶总督李鸿章奏称，“请饬令前署俄国参赞候选知府联芳留天津差委。”1885年，联芳任北洋武备学堂监督。1901年署外务部右侍郎，1903年授外务部左侍郎。1910年，联芳任荆州将军，不久因病去职。1914年5月26日任參政院參政

## 主要經歷
由附生考取总理衙门同文馆学生同治二年三月到馆。同治四年, 大考, 奏保九品官。同治六年十月, 赏加主事衔, 奏派随同蒲安臣、前出使大臣志刚、孙家谷出使各国。同治九年十月, 差竣回京, 奏保以主事分部, 遇有题选缺出, 即行坐补, 签制户部福建司行走。同治十年, 经总理衙门王大臣奏保, 赏加员外郎衔。同治十三年, 经总理衙门王大臣奏保, 免补主事, 以本部员外郎尽先补用。
光绪三年, 经总理衙门王大臣奏保,免补员外郎中, 尽先即补。光绪三年五月, 派充同文馆副教习。光绪四年正月, 经总理衙门奏派, 前往法国, 充当前出使大臣郭嵩焘三等翻译官。光绪四年三月到法。光绪四年十二月, 前出使大臣曾纪泽奏准留差。光绪七年三月, 三年期满奏保, 候补郎中缺, 后以知府不论双单月, 归部即选, 先换顶戴, 并仍留洋当差。光绪七年十二月, 奏升二等翻译官, 派赴俄国署理参赞。光绪十年三月, 二次期满, 仍留洋当差, 奏保免补郎中, 以知府归部, 不论双单月, 遇缺尽先前即选, 并加三品衔。光绪十二年七月, 因亲老, 禀请销差。经前出使英、俄大臣刘瑞芬给假六个月, 回旗省亲, 并奏派随同前出使大臣曾纪泽回华途中办理翻译事件。光绪十三年二月, 假满出洋, 行抵天津, 经前北洋大臣· 大学士李鸿章奏留北洋当差。光绪十三年十月, 委派今办武备学堂。光绪十五年六月, 奉委管理武备学堂事务。光绪十六年三月, 随办洋务出力案内, 经前北洋大臣· 大学士李鸿章奏保, 侯选缺后, 以道员升用。光绪十六年, 因在事两届期满, 经前北洋天臣· 大学士李鸿章奏保, 交部从优议叙。经部议复, 给予加一级纪录二次。光绪十八年二月十五日, 丁父忧。光绪二十年五月十五日服满。光绪二十二年(1896年), 又经两届期满, 经前北洋大臣大学士王文韶奏保, 免选知府, 以道员尽先选用。光绪二十二年正月, 经前钦差大臣· 大学士李鸿章奏派, 随使俄、法、德、英、美各国。光绪二十二年九月, 差竣回华, 奏保赏给二品顶戴, 并加随带二级。光绪二十四年(1898)十一月, 经总理衙门调京差委。光绪二十六年十一月初十日, 丁母忧。光绪二十七年五月十九日奉上谕候选道联芳著以三、四品京堂候补。钦此。光绪二十七年六月初九日奉上谕联芳著补授外务部右侍郎。钦此。因在服内, 呈恳终制,经全权王大臣代奏。光绪二十七年七月初五日奉朱批联芳著改为署任。钦此。光绪二十七年十月, 因随办议约出力,经庆亲王奏请奖励。奉豁旨外务部右侍郎联芳著赏戴花翎。钦此。光绪二十九年二月初十日服满。光绪二十九年二月十二日, 奉旨补授右侍郎。光绪二十九年三月初六日, 奉旨调署左侍郎。光绪二十九年五月初二日, 奉旨转补左侍郎。光绪三十一年八月十八日, 奉旨著在西苑门赏坐船只。光绪三十一年十月初五日奉旨著在紫禁城内骑马。钦此。光绪三十四年(1908年)十一月初九日, 恭逢恩诏加一级。光绪三十四年十二月二十七日, 奉旨著赏给二等第一宝星。
宣统元年(1909)正月二十三日, 恭逢恩诏加一级。

## 家族[7]
祖：文陞 
父：常顺（清代骁骑参领）
子：庆格（清代贵胄学堂学员，陆军部候补主事，光绪戊子年二月初一日于北京出生，后改名胡宝华）

## 主要活動
1. 光緒11年（1885年），法國因中法戰爭而與清廷簽訂《中法會訂越南條約》，取得越南的「保護權」，以及在中國西南諸省通商和修築鐵路之權利。光緒21年（1895年），法國藉口干涉還遼有功，迫使清廷簽訂《中法續議界務商務專條》。根據其中第五款：「越南之鐵路或已成者或日後擬添者彼此議定，可由兩國酌商妥定辦法接至中國界……」，法國取得了將越南鐵路延伸修入中國境內之修築權。同年3月20日（1895年4月14日），清廷即同意法國得以修建由越南邊界至雲南的滇越鐵路滇段。至光緒29年（1903年），聯芳作為清廷代表與法方簽訂《中法會訂滇越鐵路章程》，法國隨即派人探勘路線，繪製藍圖，並正式成立滇越鐵路法國公司。[8]
2. 光緒32年4月24日（1906年5月17日）在总理各国事务衙门会见法國署使顧瑞繙譯穆文琦[9]
3. 光緒34年2月2日（1908年3月4日）與袁世凯、那桐、梁敦彦一起会见日本林使偕繙譯高尾亨[9]
4. 光緒34年2月7日（1908年3月9日）與那桐、梁敦彥一起會見日本林使偕阿部守太郎高尾亨[9]
5. 光緒34年3月20日（1908年4月20日），中國和英國在加爾各答簽訂《中英修訂藏印通商章程》，並在該年6月12日（1908年7月10日）經清廷批准，光緒34年9月20日（1908年10月14日）在北京換約，聯芳為換約簽字人。[8]
6. 光緒 34年3月29日（1908年4月29日）在总理各国事务衙门会见日本阿部參贊和高尾通譯[9]
7. 光緒 34年4月2日（1908年5月1日）在总理各国事务衙门会见葡萄牙森使偕繙譯賈士藹[9]
8. 至光緒34年（1908年），由於此時瑞典已獨立，加上離前約之簽訂已有近60年之久，時空環境改變，所以瑞典派使請求重新定約。中、瑞雙方在光緒34年6月4日（1908年7月2日）簽訂此《中瑞友睦通商行船條約》。聯芳為中方代表進行簽署。[8]
9. 宣統元年（1909年），巴西派使者到清廷外務部，請求與中國簽訂《中巴公斷條約》。因此，雙方在宣統元年6月18日（1909年8月3日），於北京簽署了此份專約。聯芳作為時任外務部左侍郎代表清政府進行簽字。[8]
10. 宣統元年7月2日（1909年8月17日）在总理各国事务衙门会见大西洋国（西班牙）柏署使，商讨大西洋国在澳门的权益。[9]
11. 宣統2年1月20日（1910年3月1日）在总理各国事务衙门会见俄国廓使和柯參贊，询问清政府对达赖喇嘛潜逃一事的看法。[9]
12. 宣統2年1月23日（1910年3月4日）在总理各国事务衙门会见法国馬使和柏繙譯，探詢西藏稅則事[9]
13. 1915年9月6日袁世凱派左丞楊士琦在代行立法院宣稱，改變國體聽之國民。該院推聯芳、梁士詒、陳國祥、汪有齡等審查九月一日之請願。[10]

## 譯著
1. 《星軺指掌》（Guide Diplomatique），該書法文名：Le Guide Diplomatique: Precis Des Droits Et Des Fonctions Des Agents Diplomatiques Et Consulaires: Suivi D'Un Traite Des Actes Et Offices DIV (French Edition) 原作者：Karl Von Martens, M. F. H. Geffcken
2. 《公法會通》（Blunts Chl’s Int·Law）